# Kraftwerk Termoli
Das Kraftwerk Termoli (italienisch Centrale termoelettrica di Termoli) ist ein GuD-Kraftwerk im Industriegebiet der Stadt Termoli, Provinz Campobasso, Region Molise, Italien.
Das Kraftwerk ist im Besitz von Sorgenia und wird auch von Sorgenia betrieben. Sorgenia gibt für die installierte Leistung des Kraftwerks 700 (bzw. 770) MW an; sonstige Quellen geben 765 770 oder 780 MW an. Das Kraftwerk ging 2006 in Betrieb.

## Kraftwerksblöcke
Das Kraftwerk besteht mit Stand September 2023 aus einem Block, der in Betrieb ist. Die folgende Tabelle gibt einen Überblick:
| Block | GT/DT | Max. Leistung (MW) | Betriebsbeginn  | Turbine | Generator | Dampfkessel | Status |
| ----- | ----- | ------------------ | --------------- | ------- | --------- | ----------- | ------ |
| 1     | GT    | 255                | 3. Oktober 2006 |         |           | Nooter      |        |
| 1     | GT    | 255                | 3. Oktober 2006 |         |           | Nooter      |        |
| 1     | DT    | 255                | 3. Oktober 2006 |         |           |             |        |

Der Block besteht aus zwei Gasturbinen sowie einer nachgeschalteten Dampfturbine. An die Gasturbinen ist jeweils ein Abhitzedampferzeuger angeschlossen; die Abhitzedampferzeuger versorgen dann die Dampfturbine.
In den Jahren 2019 und 2020 wurden 1,883 (bzw. 1,713) Mrd. kWh erzeugt; die durchschnittliche Leistungsabgabe lag im Jahr 2020 bei 250 MW. Im Jahr 2020 war das Kraftwerk an 5493 (von 8760 möglichen) Stunden in Betrieb.

## Sonstiges
Die Kosten für die Errichtung des Kraftwerks werden mit 605 Mio. USD angegeben.